# Haute-Isle
Pour les articles homonymes, voir Isle.
Haute-Isle est une commune française située dans le département du Val-d'Oise en région Île-de-France. Ses habitants sont appelés les Hautillois.
Le village était presque entièrement troglodytique jusqu'au XIXe siècle et possède la seule église d'Île-de-France (et l'une des rares du pays, cinq en France) à être entièrement creusée dans une falaise.

## Géographie

### Localisation
Le village, situé dans le Vexin français dans la vallée de la Seine, au pied d’une falaise de calcaire escarpée, se trouve à 65 km à l'ouest de Paris, au pied du  plateau du Vexin.
Il se trouve dans le Parc naturel régional du Vexin français.
Le territoire de la commune offre de remarquables panoramas dans un site naturel préservé. Du haut des falaises de craie s'offre une vaste vue sur la Seine qui serpente entre les îles. Au sein du parc naturel régional du Vexin français et bénéficiant d'une réserve naturelle en cours de création en 2009, la commune offre au promeneur la pratique du tourisme vert (chemins dans les coteaux, en bord de Seine...).

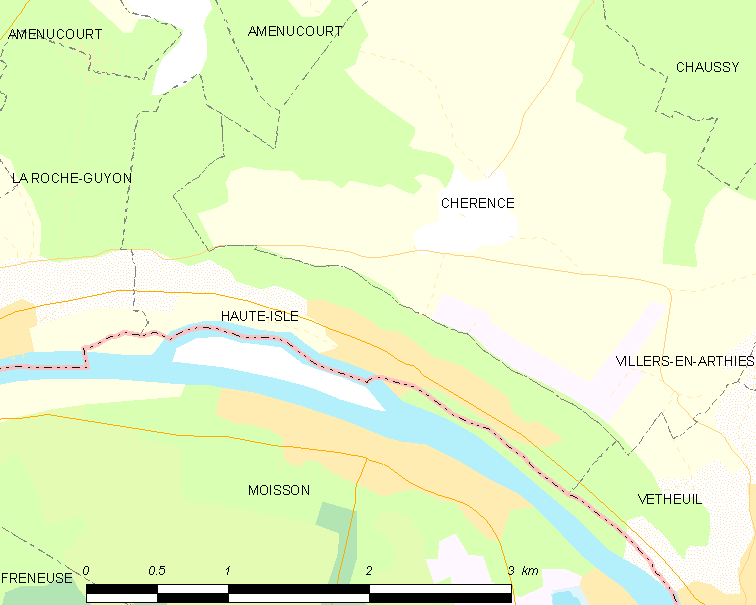
Carte de la commune.
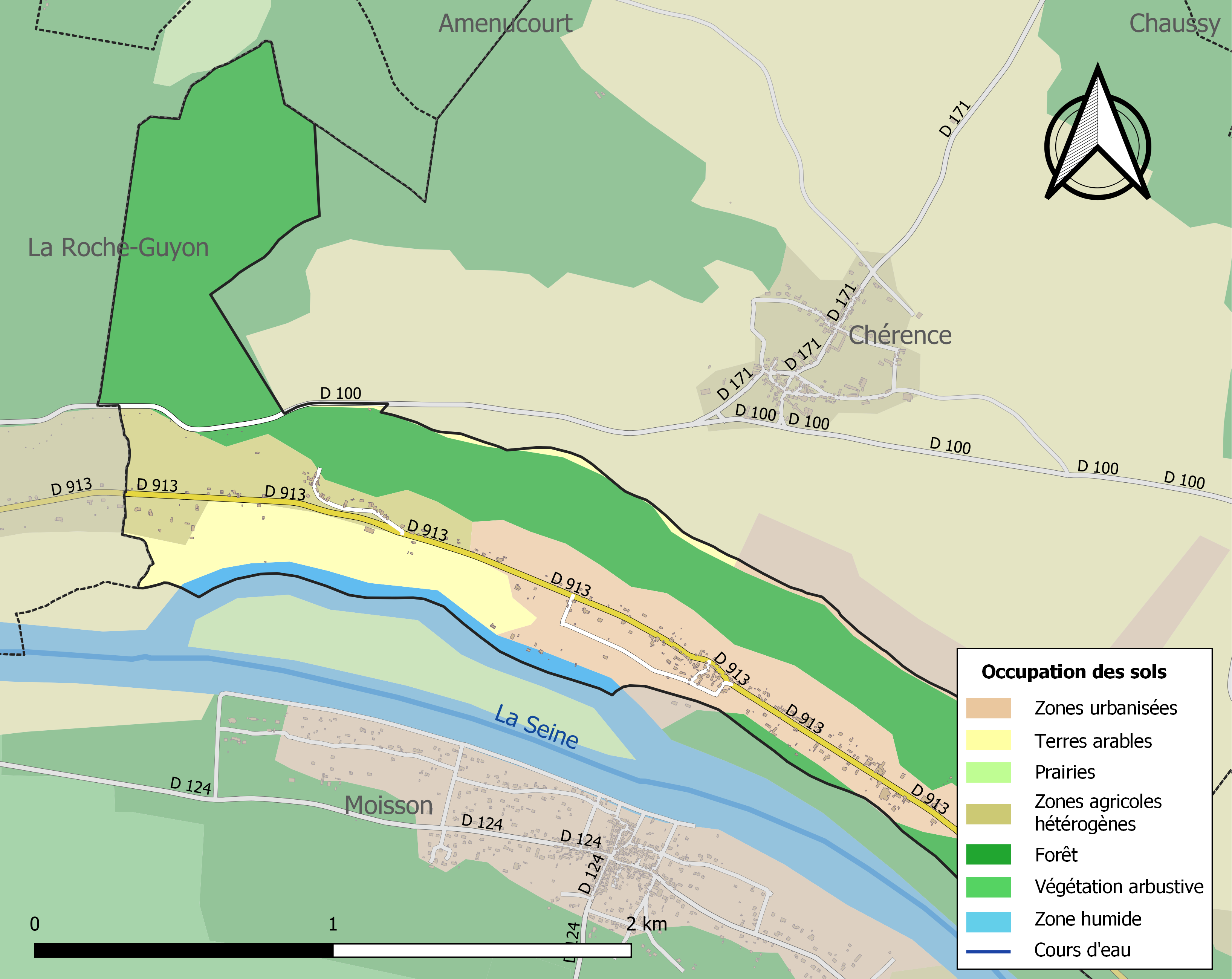
Occupation des sols

### Communes limitrophes
Les communes limitrophes sont Vétheuil, La Roche-Guyon, Chérence (Val-d'Oise) et Moisson (Yvelines).
|                | Chérence           |          |
| La Roche-Guyon | Haute-Isle         |          |
|                | Moisson (Yvelines) | Vétheuil |

### Environnement
La situation du village entre fleuve et falaise rend son territoire sujet à des risques d'inondations et de glissements de terrain.
Le territoire de Haute-Isle constitue un site naturel classé (une partie des vallées de la Seine et de l'Epte), hormis la zone bâtie du village, site inscrit par arrêté du 4 juin 1926,,.
Les « coteaux de la Seine de Tripleval à Vétheuil », représentant au total environ 286 hectares, inclus dans le site Natura 2000 des « Coteaux et Boucles de la Seine » (code FR1100797), s'étendent en partie dans la commune de Haute-Isle. Il s'agit de coteaux calcaires exposés au sud dans la concavité d'un méandre de la Seine sur lesquels on trouve une flore thermophile d'affinité méditerranéenne et une végétation d'éboulis calcaires.
Parmi les espèces animales présentes figure Callimorpha quadripunctata, l'écaille chinée, papillon qui est inscrit parmi les espèces d'intérêt communautaire dans l'annexe II de la directive habitats.

### Climat
Pour des articles plus généraux, voir Climat de l'Île-de-France et Climat du Val-d'Oise.
En 2010, le climat de la commune est de type climat océanique dégradé des plaines du Centre et du Nord, selon une étude du CNRS s'appuyant sur une série de données couvrant la période 1971-2000. En 2020, Météo-France publie une typologie des climats de la France métropolitaine dans laquelle la commune est exposée à un climat océanique et est dans la région climatique Sud-ouest du bassin Parisien, caractérisée par une faible pluviométrie, notamment au printemps (120 à 150 mm) et un hiver froid (3,5 °C).
Pour la période 1971-2000, la température annuelle moyenne est de 10,9 °C, avec une amplitude thermique annuelle de 14,3 °C. Le cumul annuel moyen de précipitations est de 706 mm, avec 11 jours de précipitations en janvier et 7,7 jours en juillet. Pour la période 1991-2020, la température moyenne annuelle observée sur la station météorologique la plus proche, située sur la commune d'Étrépagny à 25 km à vol d'oiseau, est de 11,3 °C et le cumul annuel moyen de précipitations est de 774,0 mm,. Pour l'avenir, les paramètres climatiques de la commune estimés pour 2050 selon différents scénarios d'émission de gaz à effet de serre sont consultables sur un site dédié publié par Météo-France en novembre 2022.

## Urbanisme

### Typologie
Au 1er janvier 2024, Haute-Isle est catégorisée commune rurale à habitat dispersé, selon la nouvelle grille communale de densité à sept niveaux définie par l'Insee en 2022.
Elle est située hors unité urbaine. Par ailleurs la commune fait partie de l'aire d'attraction de Paris, dont elle est une commune de la couronne,. Cette aire regroupe 1 929 communes,.

### Voies de communication et transports
Le village est accessible par l'autoroute A13 - sortie no 11, direction Limay, puis Vétheuil et arrivée à Haute-Isle, en 55 minutes environ.

## Toponymie
Anciennement Autile, le nom provient peut-être du Gaulois attegia, (cabane)[réf. nécessaire].

## Histoire
Le village est bâti sur la rive droite de la Seine, le long d’une falaise creusée de « boves », le village était presque entièrement troglodytique depuis la préhistoire jusqu’au XIXe siècle.
Au Moyen Âge, les habitations troglodytiques implantées à flanc de coteau se multiplient. C’est alors le développement du cœur ancien du village de Haute-Isle essentiellement constitué d’un habitat troglodytique, les « boves », s’étirant en amphithéâtre au-dessus de la Seine. L’habitat troglodytique s’implante également en contre-haut du hameau de Chantemesle, où un prieuré de l’abbaye de Saint-Denis s’était établi dont il reste certaines traces et des noms de lieux-dits.

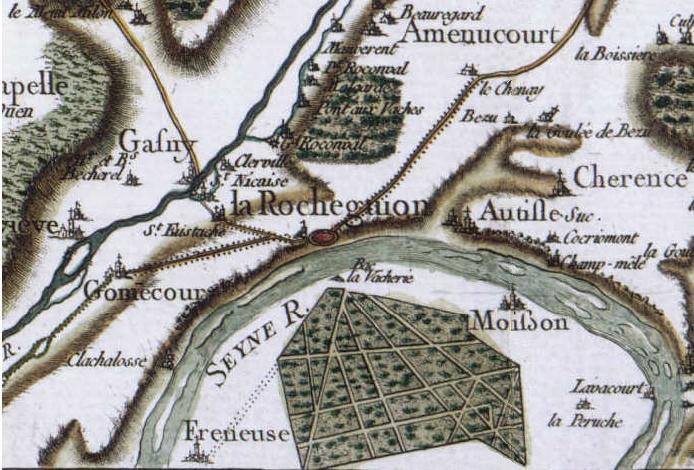
Carte de Cassini de 1784.

Le village est rattaché à la paroisse de Chérence jusqu'en 1670, date à laquelle son seigneur, Nicolas Dongois, greffier en chef du Parlement de Paris (et neveu de Boileau par sa mère), demande son érection en paroisse. L'église est alors creusée dans le roc. Sur le plan administratif, Haute-Isle, petite seigneurie, dépendait alors du duché de La Roche-Guyon, bourgade voisine ayant notamment obtenu le droit de tenir un marché.
Par le mariage de Geneviève-Françoise Dongois (1668-1743) avec Pierre V Gilbert de Voisins, marquis de Villennes (1656-1730), président au Parlement de Paris, la seigneurie de Haute-Isle passe à la famille Gilbert de Voisins. Pierre VI Gilbert de Voisins (1684-1769), avocat général au Parlement de Paris et conseiller d'État en est ainsi seigneur.
Le village vit de la viticulture jusqu'au début du XXe siècle. L'habitat est essentiellement formé des boves qui sont alors abandonnées (seules quelques habitations troglodytiques sont encore en usage).

Haute-Isle au tout début du XXe siècle
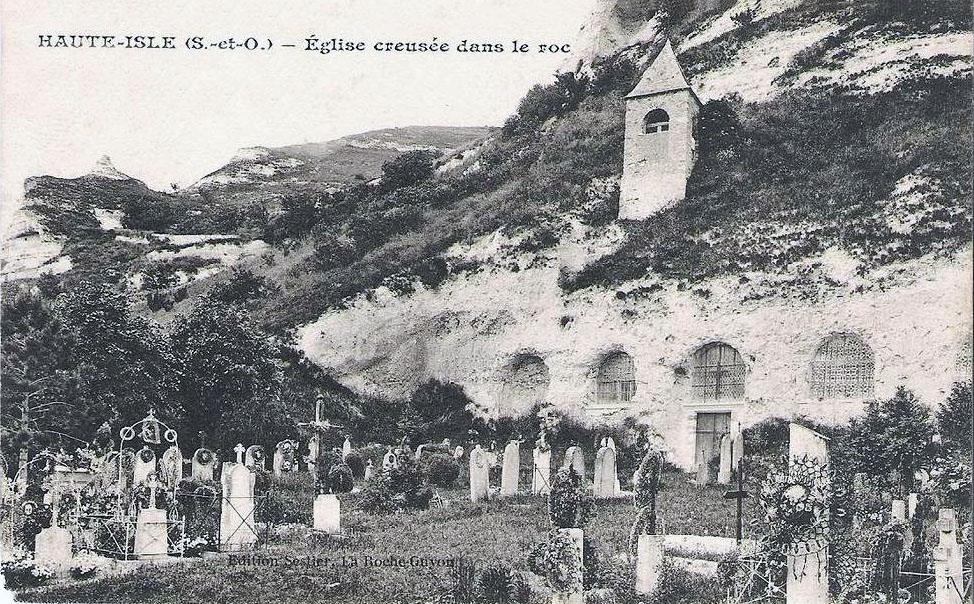
L'église
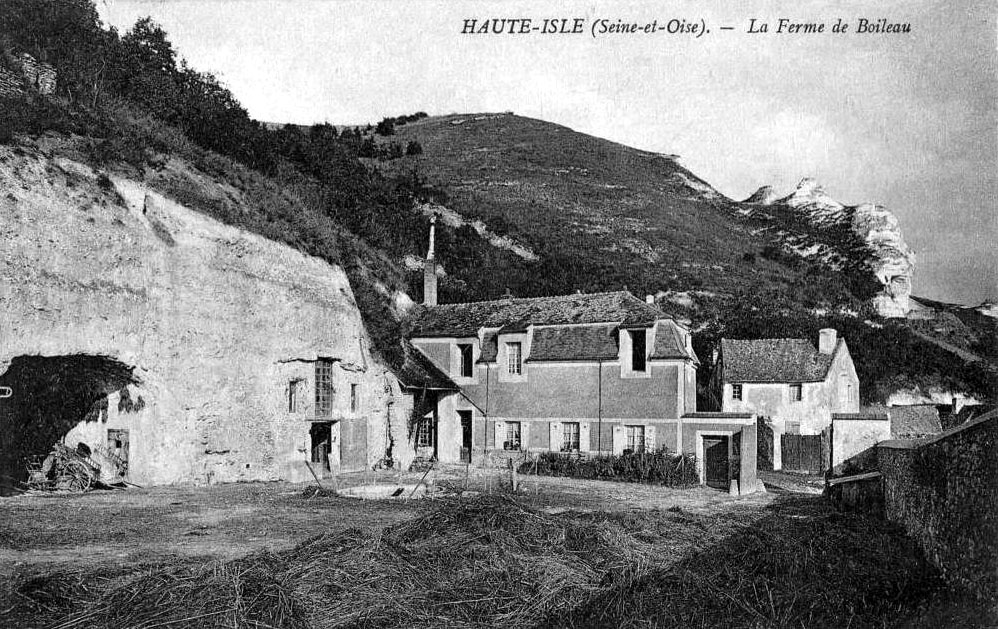
La ferme de  Boileau
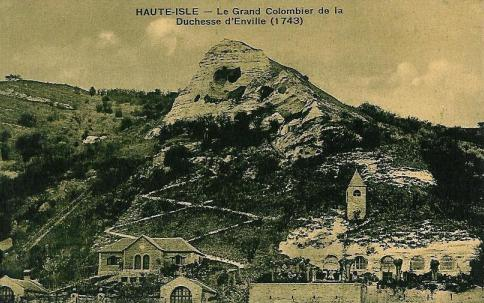
Le colombier de la duchesse d'Enville (1743).

Une collection de cartes postales anciennes peut être consultées sur le site communal.
Le 24 juillet 2022, un bloc de craie de 5 tonnes se détache de la falaise, dévalant à côté de la mairie sur la route, causant peu de dégât matériel et n'a pas fait de blessés,.

## Politique et administration

### Rattachements administratifs et électoraux

#### Rattachements administratifs
Antérieurement à la loi du 10 juillet 1964, la commune faisait partie du département de Seine-et-Oise. La réorganisation de la région parisienne en 1964 fit que la commune appartient désormais au département du Val-d'Oise et à son arrondissement de Pontoise après un transfert administratif effectif au 1er janvier 1968.
Elle faisait partie depuis 1801 du canton de Magny-en-Vexin de Seine-et-Oise puis du Val-d'Oise. Dans le cadre du redécoupage cantonal de 2014 en France, cette circonscription administrative territoriale a disparu, et le canton n'est plus qu'une circonscription électorale.

#### Rattachements électoraux
Pour les élections départementales, la commune est membre depuis 2014 du canton de Vauréal.
Pour l'élection des députés, elle fait partie de la première circonscription du Val-d'Oise.

### Intercommunalité
Haute-Isle est membre fondateur de la communauté de communes Vexin - Val de Seine, un établissement public de coopération intercommunale (EPCI) à fiscalité propre créé en 2005 et auquel la commune avait transféré un certain nombre de ses compétences, dans les conditions déterminées par le code général des collectivités territoriales.

### Liste des maires
| Période                                  | Période  | Identité        | Étiquette      | Qualité                                                     |
| ---------------------------------------- | -------- | --------------- | -------------- | ----------------------------------------------------------- |
| Les données manquantes sont à compléter. |          |                 |                |                                                             |
| mai 1925                                 | ?        | M. Clouet       |                |                                                             |
| ?                                        | ?        | Paul Zarifian   | SFIO puis Ind. | Comptable, conseiller général (1945-1954)                   |
|                                          |          |                 |                |                                                             |
| mars 2001                                | 2008     | Guy Guerbois    |                |                                                             |
| mars 2008                                | mai 2020 | Laurent Skinazi | SE             | Vice-président de la CC Vexin - Val de Seine (2014 → 2020). |
| juillet 2020                             | En cours | Alain Errard    |                |                                                             |

## Population et société

### Démographie
L'évolution du nombre d'habitants est connue à travers les recensements de la population effectués dans la commune depuis 1793. Pour les communes de moins de 10 000 habitants, une enquête de recensement portant sur toute la population est réalisée tous les cinq ans, les populations de référence des années intermédiaires étant quant à elles estimées par interpolation ou extrapolation. Pour la commune, le premier recensement exhaustif entrant dans le cadre du nouveau dispositif a été réalisé en 2005.

En 2022, la commune comptait 291 habitants, en évolution de +4,3 % par rapport à 2016 (Val-d'Oise : +4 %, France hors Mayotte : +2,11 %).
| 1793 | 1800 | 1806 | 1821 | 1831 | 1836 | 1841 | 1846 | 1851 |
| ---- | ---- | ---- | ---- | ---- | ---- | ---- | ---- | ---- |
| 228  | 229  | 224  | 186  | 195  | 212  | 206  | 198  | 194  |

| 1856 | 1861 | 1866 | 1872 | 1876 | 1881 | 1886 | 1891 | 1896 |
| ---- | ---- | ---- | ---- | ---- | ---- | ---- | ---- | ---- |
| 183  | 172  | 149  | 138  | 130  | 121  | 117  | 121  | 139  |

| 1901 | 1906 | 1911 | 1921 | 1926 | 1931 | 1936 | 1946 | 1954 |
| ---- | ---- | ---- | ---- | ---- | ---- | ---- | ---- | ---- |
| 132  | 100  | 108  | 85   | 89   | 94   | 108  | 108  | 110  |

| 1962 | 1968 | 1975 | 1982 | 1990 | 1999 | 2005 | 2006 | 2010 |
| ---- | ---- | ---- | ---- | ---- | ---- | ---- | ---- | ---- |
| 99   | 99   | 148  | 233  | 245  | 296  | 333  | 333  | 319  |

| 2015 | 2020 | 2022 | - | - | - | - | - | - |
| ---- | ---- | ---- | - | - | - | - | - | - |
| 279  | 290  | 291  | - | - | - | - | - | - |

## Culture locale et patrimoine

### Lieux et monuments
Haute-Isle possède un monument historique sur son territoire :
- Église troglodytique de l'Annonciation, route de la Vallée (inscrite monument historique par arrêté du 4 juin 1926[4])

Elle fut creusée dans la falaise de craie en 1670/1673 aux frais de Nicolas Dongois. Seul le petit clocher carré émerge du sol enherbé qui recouvre la falaise.
C'est l'unique exemple d'un édifice religieux troglodytique en Île-de-France depuis la destruction en 1749 de l'église de Mousseaux.
À l'intérieur, une nef unique est voûtée d'un berceau en plein cintre. Elle est éclairée par quatre fenêtres taillées dans la roche.
Le chœur, creusé dans le prolongement de la nef, est clos d'une clôture en bois, provenant pense-t-on de la chapelle du palais de justice de Rouen. Le retable en bois sculpté du XVIIe siècle, remarquable, s'insère harmonieusement dans cet univers austère et minéral,. 
L'édifice, qui avait été fermé au public en 1999 à cause de menaces d'éboulement, fit l'objet d'un projet de restauration et de confortation de sa façade, abandonné à la demande des Hautillois car dénaturant l'église et le site. L'église est aujourd'hui rouverte et demeure l'un des lieux de culte du secteur pastoral de Magny-en-Vexin accueillant régulièrement les offices et cérémonies religieuxr.

L'église de l'Annonciation
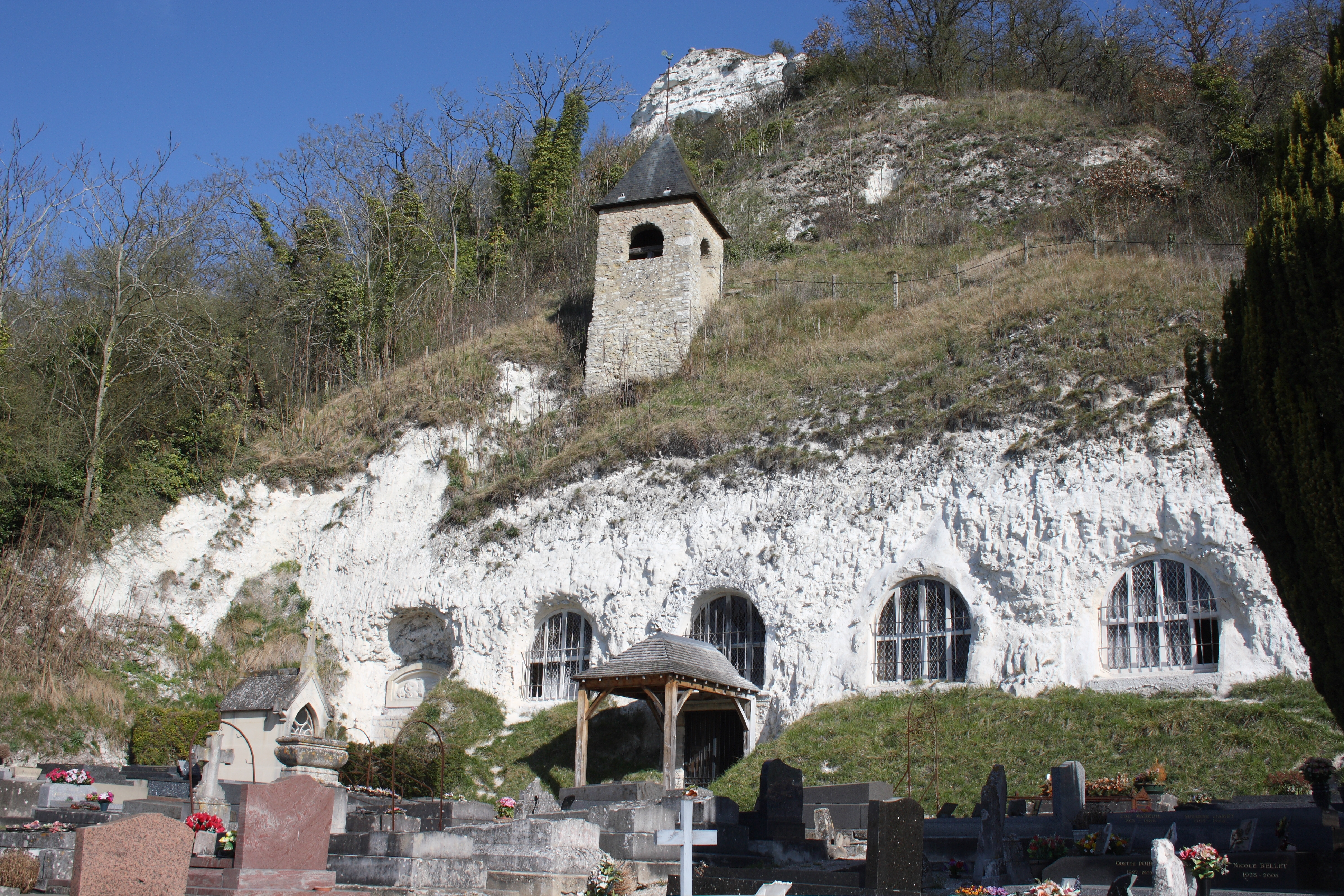
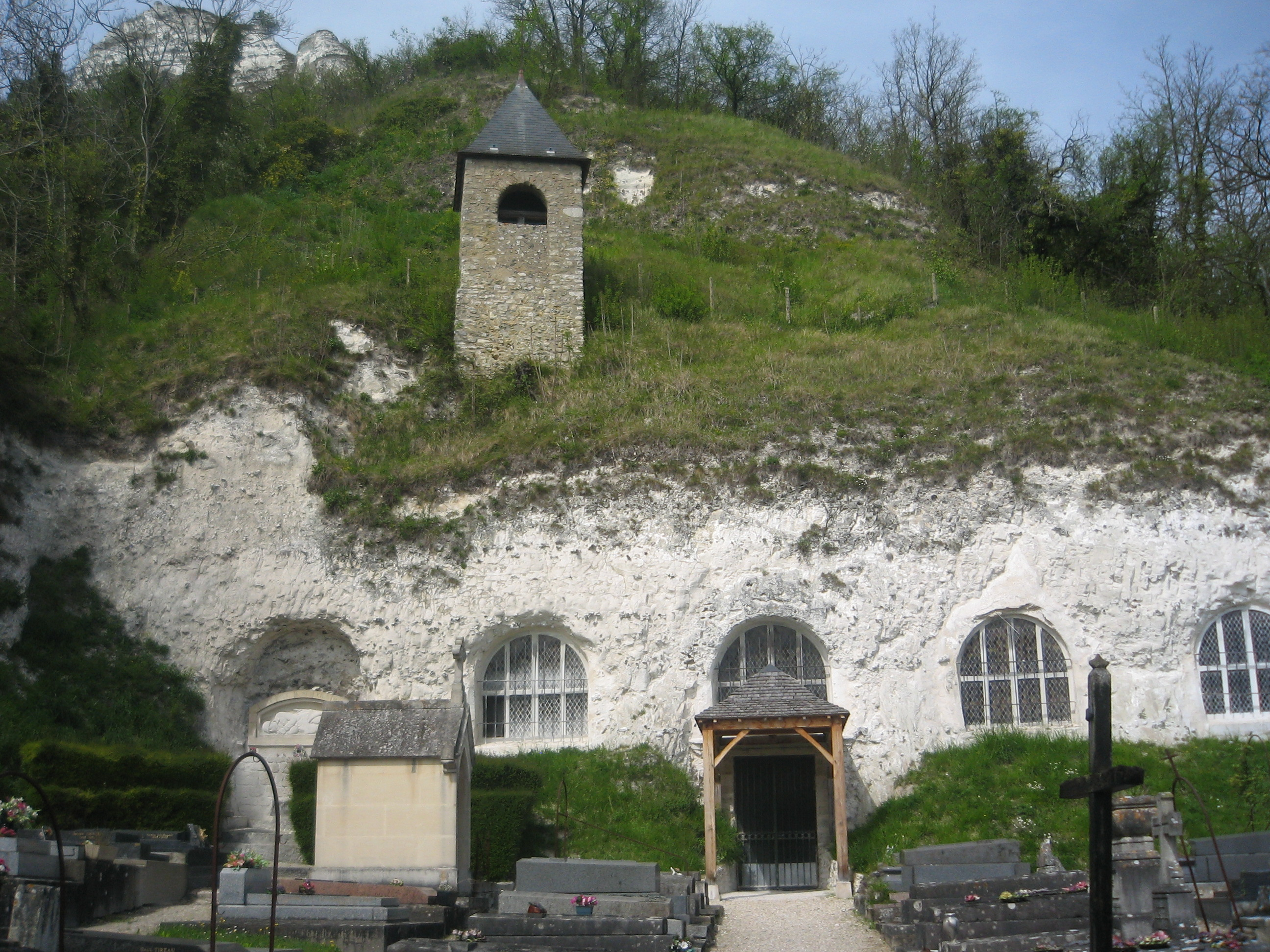
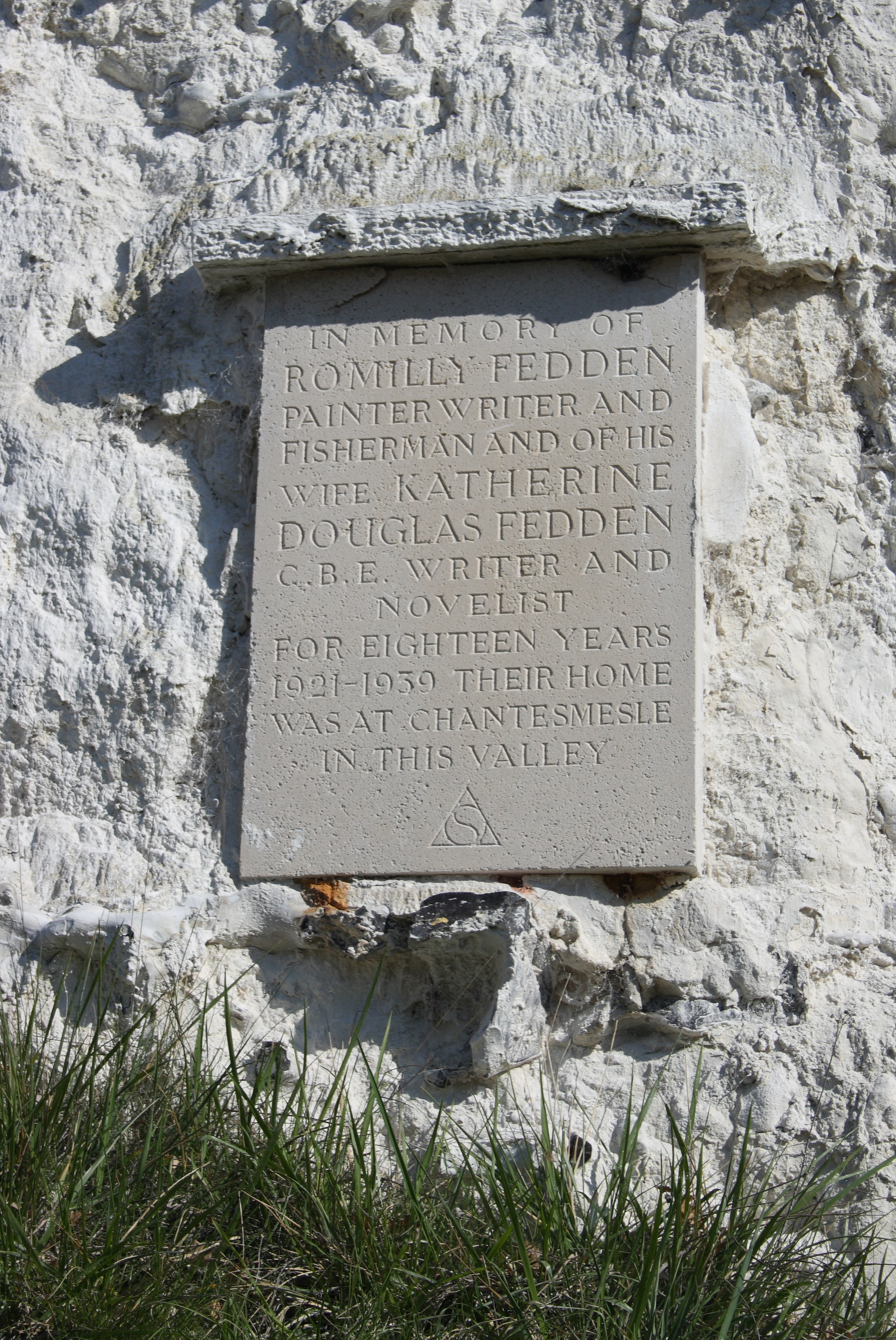
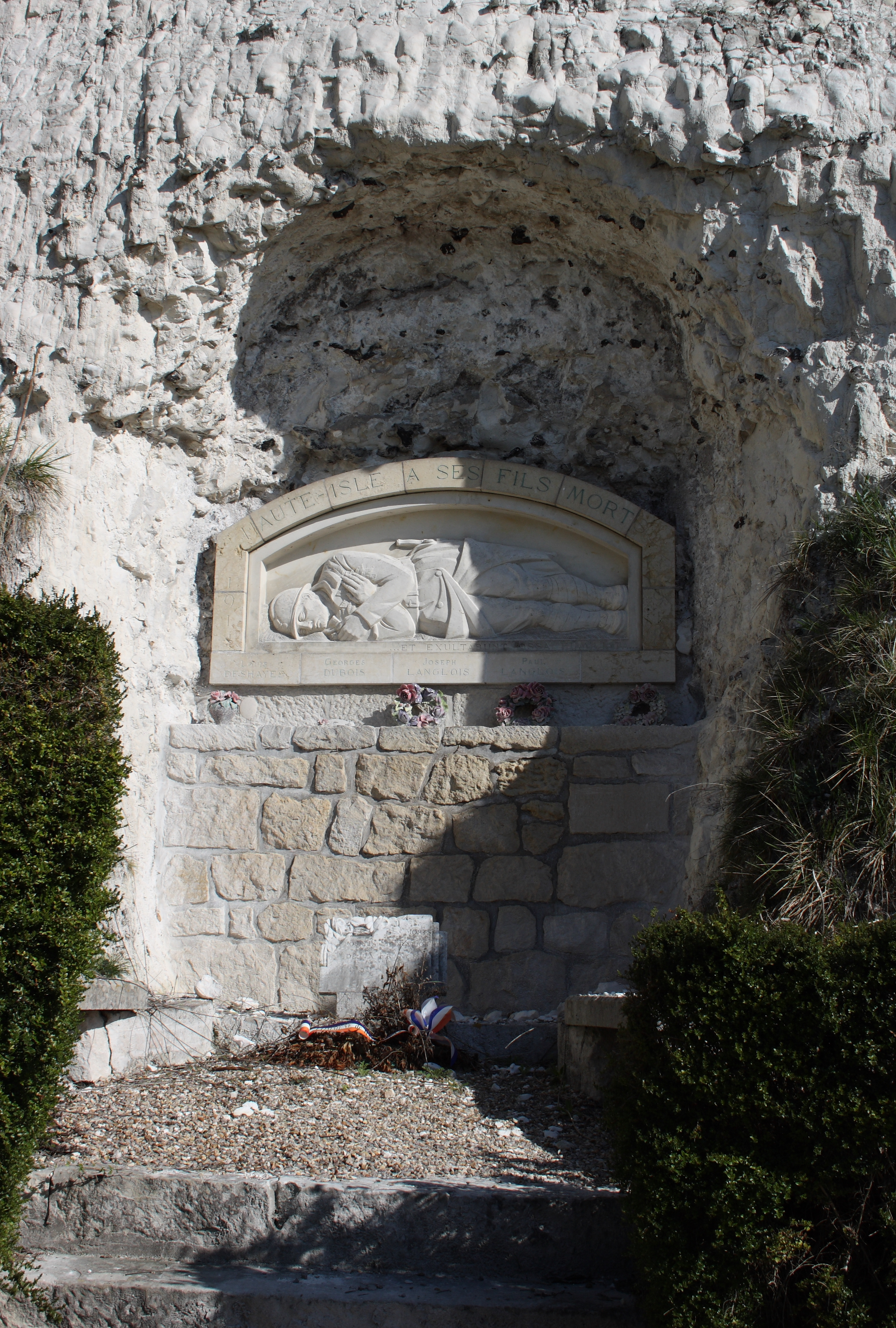
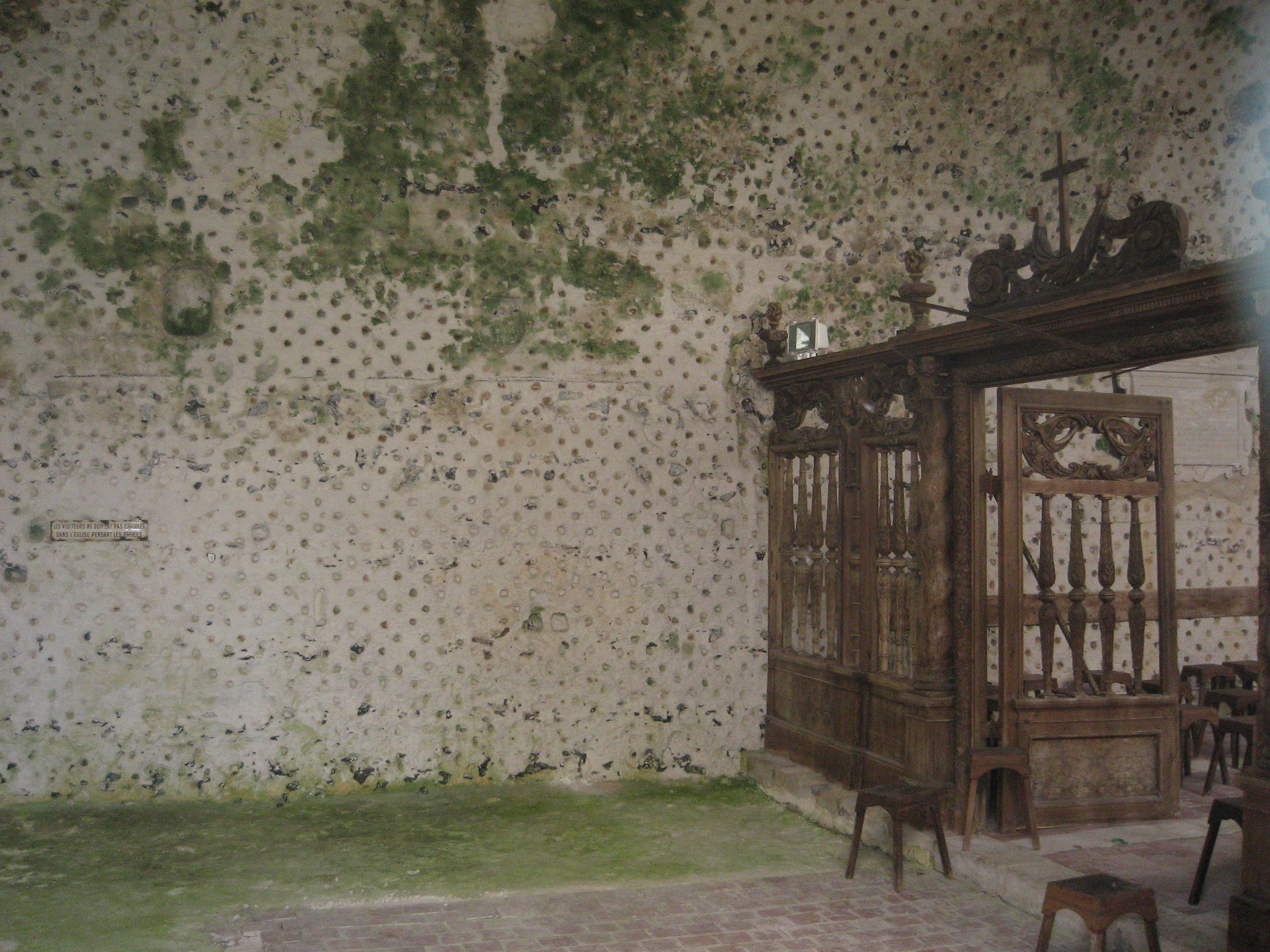
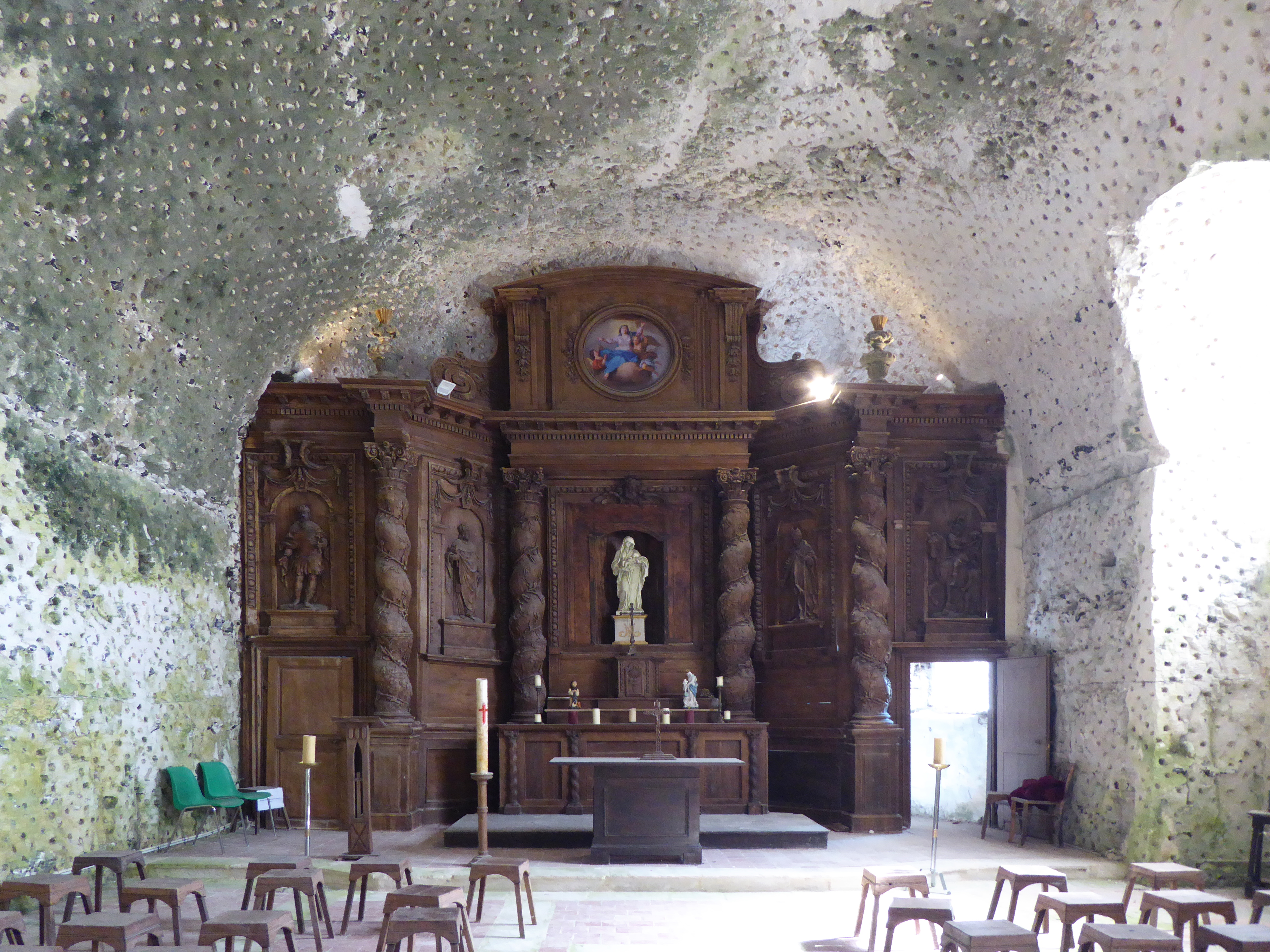

On peut également signaler :
- Le long de la falaise, les boves sont des excavations creusées dans la falaise.

Constituant le village initial, elles sont aujourd'hui essentiellement utilisées comme garages ou ateliers. Étant donné qu'elles sont situées dans les jardins des maisons longeant la RD 913 ou en haut du coteau peu stable, elles ne sont pas accessibles au public, et mal visibles pour la plupart. Les maisons troglodytiques existant encore au début du XXe siècle en haut de la falaise ont été vandalisées et sont redevenues d'ordinaires cavernes, avec toutefois quelques vestiges rappelant l'occupation humaine récente.
- Colombier troglodytique, qui occupe la partie supérieure de la falaise et dont on  peut apercevoir les niches à pigeons depuis la route. L'accès est interdit, car les abords sont dangereux[36].

- Chemins de randonnée[37] :
  - Chérence – Haute-Isle, long de 6,71 km, qui permet de découvrir la Seine, les habitations troglodytiques et les planneurs ;
  - Sentier du patrimoine de Haute-Isle, long de 2,3 km
- Domaine de Boileau, ancien château seigneurial disparu au milieu du XVIIIe siècle, dont il subsiste deux bâtiments aux toits dits à la Mansard dans l'enclos du domaine de Haute-Isle[38].
- Lavoir de 1932 en bordure de Seine, chemin de l’Abbaye, Chantemesle, avec une toiture en appentis en tuiles mécaniques et un bassin unique[39].
- Maison du Docteur Gaudichard, route de la Vallée, peu visible depuis la voie publique. Construite en brique et pierre entre 1930 et 1932, elle s’inspire, dit-on, du baptistère Saint-Jean de Poitiers. Son avant-corps est orné d’un cadran solaire circulaire[40].

### Personnalités liées à la commune
La seigneurie de Haute-Isle est cédée par les seigneurs de La Roche-Guyon au sieur Dongois, son titulaire, en juillet 1672. Elle appartient ensuite à Pierre Gilbert de Voisins puis est rachetée en mai 1749 par le duc Alexandre de La Rochefoucauld qui continue sa restructuration par le remembrement des terres, l'adduction d'eau et la création de nouveaux colombiers.
- Nicolas Boileau (1636-1711), écrivain vient chez Nicolas Dongois (1634-1717) qu'il nomme élogieusement son illustre neveu, au cours de mois d'été, se reposer au château de Haute-Isle. Amateur de ce lieu de campagne aux abords de Paris, il a laissé, sous la forme des quarante premiers vers de l’épître VI de 1677 à Lamoignon, une ravissante description du village (C’est un petit village ou plutôt un hameau, Bâti sur le penchant d’un long rang de collines, D’où l’œil s’égare au loin dans les plaines voisines...).
- Pierre Gilbert de Voisins (1684-1769), marquis de Villennes, magistrat et administrateur, est seigneur de Haute-Isle.
- Charles Conder (1868-1909), peintre anglais s'installe quelques années au village, au hameau de Chantemesle, et y peint une partie de son œuvre.
- Le docteur Gaudichard (1879-1955) découvre le village dans les années 1930. Il y rachète plusieurs boves souvent abandonnées depuis le XIXe siècle. Passionné du haut Moyen Âge, il fait bâtir à proximité de l’église une maison d'inspiration architecturale mérovingienne. Un monument fut élevé en reconnaissance à  ce grand amateur de Haute-Isle, dont il a été maire, par la « société des amis de Haute-Isle »|date=août 2021[41],[42].
- Alexandre-Mathurin Pêche (1872-1957), peintre et sculpteur est un élève de Millet, Moreau-Vauthier, Gautier et de l'atelier Thomas à l'École des beaux-arts. Il est reçu membre de la Société des artistes français en 1904. L'artiste dont certaines des œuvres figurent dans des musées (Galliera) est également un éminent pastelliste. C'est dans cette dernière discipline qu'il fixe avec vigueur les formes et les couleurs des paysages de Haute-Isle, où il eut son atelier.

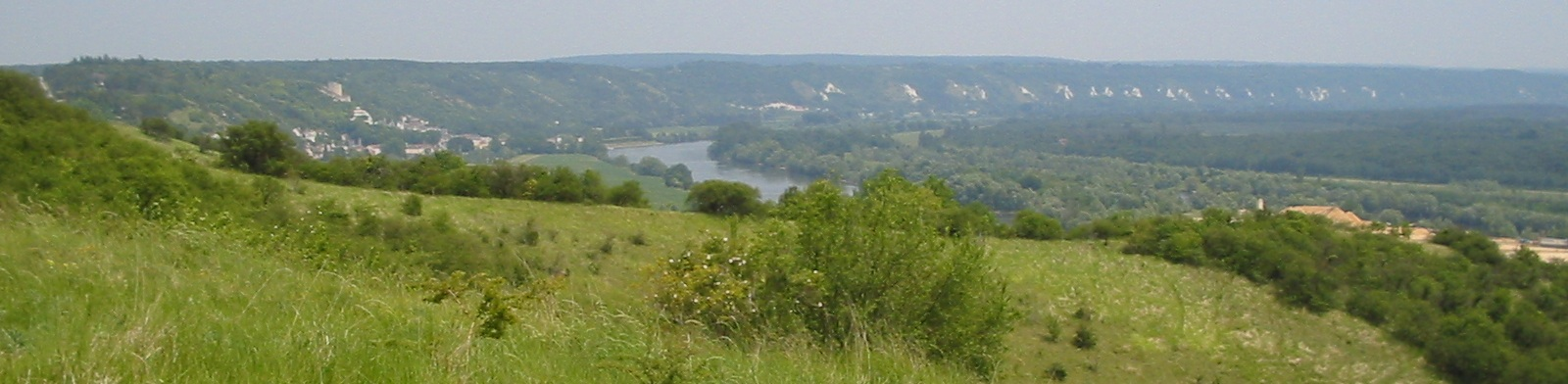
Paysage de la vallée de la Seine : Haute-Isle se situe à flanc de falaise dans la courbe du fleuve, au centre de l'image.

- Micheline Presle (1922-2024), actrice, y acquit une maison et y vécut au début des années 2000[43].
- Martin Provost (1957- ), écrivain et réalisateur, réside à Chantemesle, ainsi qu'il l'évoque dans son livre Par les soirs bleus d'été j'irai dans la forêt (Phébus, Paris, 2024)

### Héraldique
| Blason de Haute-Isle | Blason  | D’argent au chevron de gueules, accompagnée de trois mouches de sable. |
| Blason de Haute-Isle | Détails | Le blason est aux armes de Nicolas Dongois.                            |